# 東洋高等学校 (旧制)
| 東洋高等学校 | 東洋高等学校       |
| ------------ | ------------------ |
| 創立         | 1947年             |
| 所在地       | 津田沼町           |
| 初代校長     | 馬渡一得           |
| 廃止         | 1950年             |
| 後身校       |                    |
| 同窓会       | 東洋高等学校同窓会 |

東洋高等学校（とうようこうとうがっこう）は、千葉県千葉郡津田沼町大字大久保（現・習志野市）にかつて設立された私立の旧制高等学校。

## 概要
- 太平洋戦争中の空襲で設備を失い、1947年3月に「B級」と判定された旧制東洋女子歯科医学専門学校の代替として設置された、いわゆる「戦後特設高等学校」である。

- 修業年限3年の高等科 （理科乙類のみ）を設置した。
- 新制の歯科大学に移行するための基準を満たせず、1950年3月に廃止。

## 沿革
旧制東洋女子歯科医学専門学校は、1926年に女性歯科医師の養成を目的として設立された歯科医学専門学校であったが、戦争末期の1945年4月、空襲で東京都本郷にあった校舎その他を焼失する。戦後は津田沼町にあった旧陸軍の兵舎を仮校舎として一時移転するが、連合国軍最高司令官総司令部による審査の結果、大学への昇格が認められないB級判定を受ける。学校を経営する財団法人は旧制歯科医専については募集を停止し、在学生をそのまま卒業まで在籍させ、学制改革までの代替措置としては、高等学校令に基づく旧制高等学校を置くこととした。
なお、旧制歯科医専は1947年の第1回歯科医師国家試験にて、合格率全国2位の好成績を残している。
- 1947年7月 - 東洋高等学校、開校[1]（男女合計40名募集、寮生活の条件）。
- 1948年4月 - 第2回入学式。大学昇格がかなわず、募集を停止。
- 1950年3月25日 - 第1期卒業生を送り出す。卒業生の多くは新制大学の医学部へ進学した。
- 1950年3月31日 - 東洋女子歯科医学専門学校廃校[2]

医学教育を新制大学に受け継ぐ流れは途絶えたが、女性の社会的自立の促進という理念を維持し続けた経営陣により、英語科よりなる新制の東洋女子短期大学が1950年5月に設立された（当時占領下日本で流行していた英語学習熱の影響もある）。同短大は、東洋学園大学の前身である。
なお、一部で歯科教育存続も検討され、1949年4月に歯科衛生士養成を目的とした各種学校の「東洋女子歯科厚生学校」が開校した（1950年に募集停止、4年後に廃止）他、歯科医専同窓会による「東洋女子歯科大学」設立運動が戦後しばらく続けられた。

## その他
- 学生募集の際に共学制をとったが、入学者のほとんどは男子で、前身の女子歯科医専とは対照的な構成であった。
- B級判定を受けたこと、高校併設による負担・経費の増大や、戦後社会での労働運動の高まりで、教職員と理事会の間に対立が発生した。
- 廃校時に在籍していた2年生については、2年次修了扱いで他大学への編入が図られた。
- 同校が存続していたのは2年間余であるが、旧制高校では付き物の寮歌も作られていた[4]。
- 校歌の作詞は岡山厳、作曲は平井康三郎[4]。

## 関連書籍
- 『東洋学園八十年の歩み』編纂委員会 編『東洋学園八十年の歩み : 1926-2006』東洋学園大学、2007年
- 東洋学園史料室 編『年表東洋学園史: 東洋女子歯科医学専門学校・東洋女子短期大学・東洋学園大学』東洋学園大学、2009年